# کاواساکی کی-۱۰۸
کاواساکی کی-۱۰۸ (به ژاپنی: キ۱۰۸) یک جنگنده سنگین تک‌باله دو موتوره تک‌سرنشین ساخت شرکت کاواساکی در امپراتوری ژاپن بود. این هواگرد نخستین پرواز خود را ماه ژوئیه سال ۱۹۴۴ انجام داد. کی-۱۰۸ در پاسخ به درخواست نیروی زمینی امپراتوری ژاپن برای یک جنگنده رهگیر ارتفاع بلند طراحی شد اما پیش از اتمام پروازهای آزمایشی پیش‌نمونه آن، جنگ جهانی دوم به پایان رسید.

## طراحی و توسعه
کی-۱۰۸ در پاسخ به درخواست نیروی زمینی امپراتوری ژاپن برای یک جنگنده رهگیر سنگین با قابلیت عمل در ارتفاع بسیار بلند طراحی شد. این طراحی برگرفته و بر پایه هواگرد پیشین کی-۱۰۲ بود. بدین شکل، از بدنه هفتمین و هشتمین هواگردهای پیش‌تولید کی-۱۰۲ به عنوان پیش‌نمونه‌های کی-۱۰۸ استفاده شد. جز سازه اتاقک تحت فشار تک‌سرنشین، بدنه کی-۱۰۸ اساساً مشابه کی-۱۰۲ بود. تسلیحات شامل یک توپ خودکار ۳۷ م‌م و دو توپ خودکار ۲۰ م‌م هم همانند کی-۱۰۲ بود. نیرومحرکه هواگرد توسط دو موتور شعاعی توربو-سوپرشارژر میتسوبیشی ها-۱۱۲–۲-رو با توان ۱٬۵۰۰ اسب بخار تأمین می‌شد.
پروازهای آزمایشی کی-۱۰۸ ماه ژوئیه سال ۱۹۴۴ بدون نصب توربو-سوپرشارژر، آغاز شد. تا پایان سال ۱۹۴۴ تغییرات که در مدل کی-۱۰۲-هِی ایجاد شده بود، در کی-۱۰۸ هم اعمال شد. این موارد شامل بال بلندتر و تقویت قسمت پشتی بدنه بود. دو پیش‌نمونه دیگر هم برای کی-۱۰۸ تولید شد که کی-۱۰۸-کای نام گرفت. نخستین مورد ماه مارس سال ۱۹۴۵ تکمیل شد. پروازهای آزمایشی با پایان جنگ جهانی دوم نیمه تمام ماند.

## مشخصات فنی
مشخصات عمومی
- خدمه: ۱ نفر
- طول: ۱۱٫۷۱ متر
- طول بال: ۱۵٫۶۷ متر
- ارتفاع: ۳٫۷ متر
- مساحت بال: ۳۴ متر مربع
- وزن خالی: ۵٬۳۰۰ کیلوگرم
- وزن بارگذاری‌شده: ۷٬۲۰۰ کیلوگرم
- نیرومحرکه: ۲ × موتور شعاعی ۱۴ سیلندر میتسوبیشی ها-۱۱۲ خنک‌شونده با هوا: هر یک ۱٬۵۰۰ اسب بخار هنگام برخاستن

عملکرد
- حداکثر سرعت: ۶۲۰ کیلومتر بر ساعت در ۱۰٬۰۰۰ متری
- سرعت اوج‌گیری: ۵٬۰۰۰ متر در ۹ دقیقه
- برد: ۱٬۶۰۰ کیلومتر

تسلیحات
- ۱ × توپ خودکار ۳۷ م‌م
- ۲ × توپ خودکار ۲۰ م‌م